# Ben-Hur (film, 1925)
Pour les articles homonymes, voir Ben-Hur.
Pour plus de détails, voir Fiche technique et Distribution.
Ben-Hur (Ben-Hur: A Tale of the Christ) est un film américain de Fred Niblo, sorti en 1925.
C'est la deuxième adaptation du célèbre roman du même nom écrit par Lewis Wallace en 1880.

## Synopsis
Jérusalem, au Ier siècle. Judah Ben-Hur est condamné, ainsi que sa famille, par son ami Messala, pour avoir refusé de collaborer avec l'occupant romain. Il sera adopté par un soldat romain, Quintus Arrius.
Ils se retrouveront au cirque lors d'une course de chars. Au départ de la course, Messala arrive avec un char équipé de longues pointes. La course est acharnée, Messala étant le plus menaçant. Il oblige Ben-Hur à se livrer à différents exploits pour rester debout sur son char.
À la suite d'un accrochage violent entre leurs deux chars, Messala tombe, est piétiné par ses propres chevaux et les chevaux des autres chars. Ben-Hur gagne la course.
Esther retrouvera la sœur et la mère de Ben-Hur qui sont, hélas, atteintes par la lèpre, maladie incurable à l'époque, mais elles seront guéries grâce à un miracle de Jésus lors de sa crucifixion.

## Fiche technique
- Titre : Ben Hur
- Titre long :Ben-Hur: A Tale of the Christ
- Réalisation : Fred Niblo et Charles Brabin (non crédité)
- Assistants réalisateur : Henry Hathaway et William Wyler (non crédités)
- Réalisation seconde équipe : B. Reeves Eason, Christy Cabanne
- Scénario : Carey Wilson, Bess Meredyth, d'après le roman de Lewis Wallace
- Direction artistique : Cedric Gibbons, Horace Jackson
- Décors : Camillo Mastrocinque, A. Arnold Gillepsie, Ferdinand Pinney Earle
- Costumes : Hermann J. Kaufmann, Camillo Innocente, Erté, Harold Grieve
- Photographie : René Guissart, Karl Struss, Clyde De Vinna, Percy Hilburn
- Photographie de seconde équipe : Paul Ivano (non crédité)
- Cadreurs : John W. Boyle, George Meehan et Max Dupont (non crédités)
- Montage : Lloyd Nosler, assisté de William Holmes et Ben Lewis (non crédités)
- Production : Louis B. Mayer, Irving Thalberg
- Société de production : Metro-Goldwyn-Mayer Corporation
- Société de distribution : Metro-Goldwyn-Mayer Distributing Corporation
- Budget : 3,9 millions US$
- Pays d'origine : États-Unis
- Langue originale : anglais
- Format : noir et blanc — 35 mm — 1,33:1 — muet
- Genre : aventure, péplum
- Durée : 194 minutes (lors de la première)
- Dates de sortie : 
  - États-Unis : 30 décembre 1925 (première au George M. Cohan Theatre à New York) (version muette), 1er décembre 1931 (version sonorisée)
  - France : 26 avril 1927

## Distribution
- Ramón Novarro : Judah Ben-Hur (en)
- Francis X. Bushman : Messala
- May McAvoy : Esther
- Betty Bronson : Marie
- Claire McDowell : Miriam, princesse d'Hur, mère de Judah
- Kathleen Key : Tirzah, sœur de Judah
- Carmel Myers : Iras
- Nigel De Brulier : Simonidès
- Mitchell Lewis : Cheikh Ilderim
- Leo White : Sanballat
- Frank Currier : Quintus Arrius
- Charles Belcher : Balthazar
- Dale Fuller : Amrah
- Winter Hall : Joseph de Nazareth
- Claude Payton (en) : Jésus de Nazareth
- William Donovan : l'aurige corinthien
- Cliff Lyons : un aurige
- Tom Tyler : un aurige

apparitions de
- Reginald Barker
- John Barrymore
- Lionel Barrymore
- Clarence Brown
- Gilbert Clayton
- Gary Cooper
- Joan Crawford
- Marion Davies
- Ray Erlenborn
- Douglas Fairbanks
- George Fitzmaurice
- Sidney Franklin
- Clark Gable
- Rosita Garcia
- John Gilbert
- Dorothy Gish
- Lillian Gish
- Samuel Goldwyn
- Harry Gordon
- Sid Grauman
- William Green
- Noble Johnson
- Rupert Julian
- Henry King
- Harold Lloyd
- Carole Lombard
- Myrna Loy
- Mickey Millerick
- Carlotta Monti
- Colleen Moore
- Mary Pickford
- Sally Rand
- Leonora Summers
- Fay Wray

## Autour du film
Le tournage a commencé sous la direction de Charles Brabin. L'acteur George Walsh qui jouait le rôle de Ben-Hur fut remplacé par Ramón Novarro. La scène de char fut filmée par 42 caméras dont certaines au ras du sol. Plus de 60 000 m de pellicule furent utilisés pour cette scène dont le montage final ne conservera que 229 m.
Henry Hathaway et William Wyler (réalisateur de la version de 1959) étaient assistants chargés de la figuration pendant la séquence de la course de chars.
Le film fut un succès dans les salles mais, en devant reverser 50 % des recettes à la famille de Lew Wallace, la Metro-Goldwyn-Mayer perdit de l'argent.
Certaines scènes ont été tournées en Technicolor bichrome. Une version sonorisée avec musique originale composée par William Axt et David Mendoza et effets sonores est sortie en 1931.
Le principal remake du film a été tourné en 1959 : Ben-Hur.

## Distinctions
Le film est inscrit depuis 1997 au National Film Registry pour être conservé à la Bibliothèque du Congrès car « culturellement, historiquement ou esthétiquement importants. »